# Atopomyrmex mocquerysi
Atopomyrmex mocquerysi André, 1889 è una formica della sottofamiglia Myrmicinae.

## Descrizione

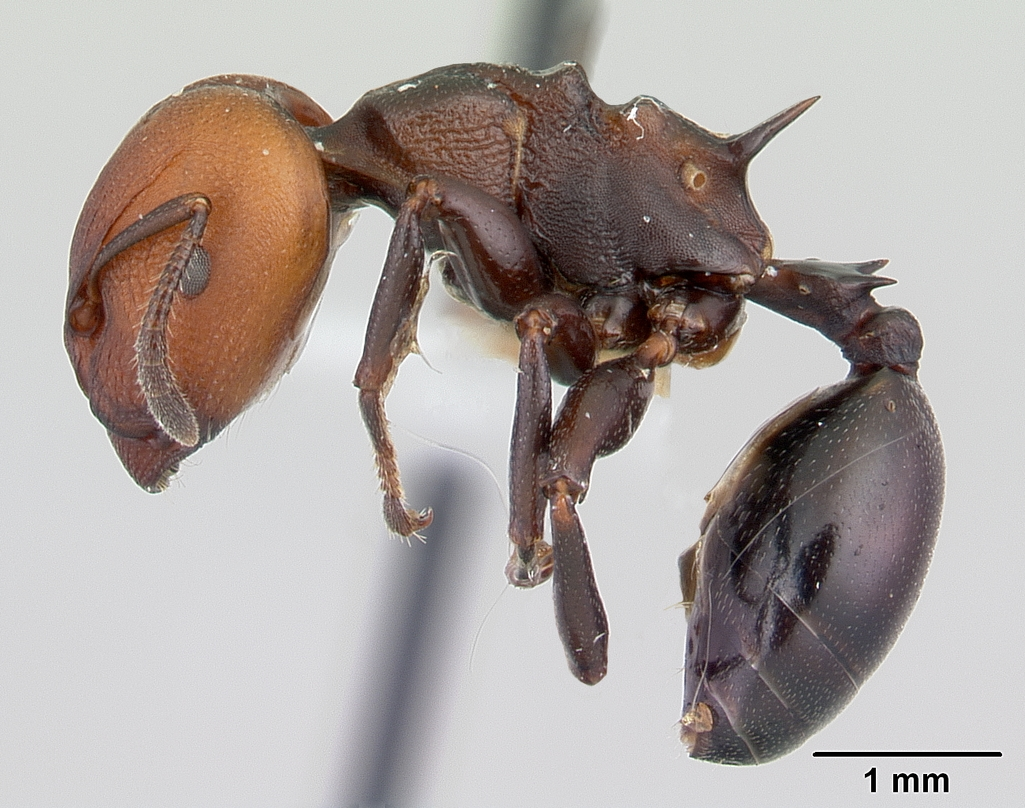
Visione laterale
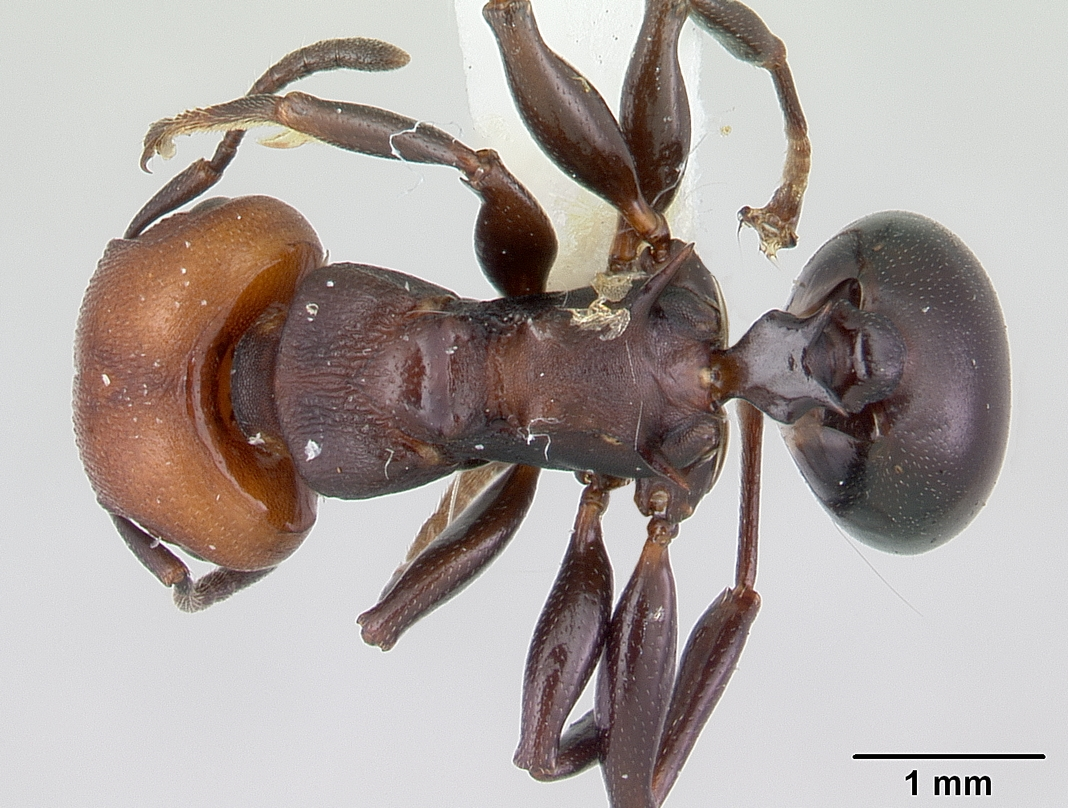
Visione dorsale
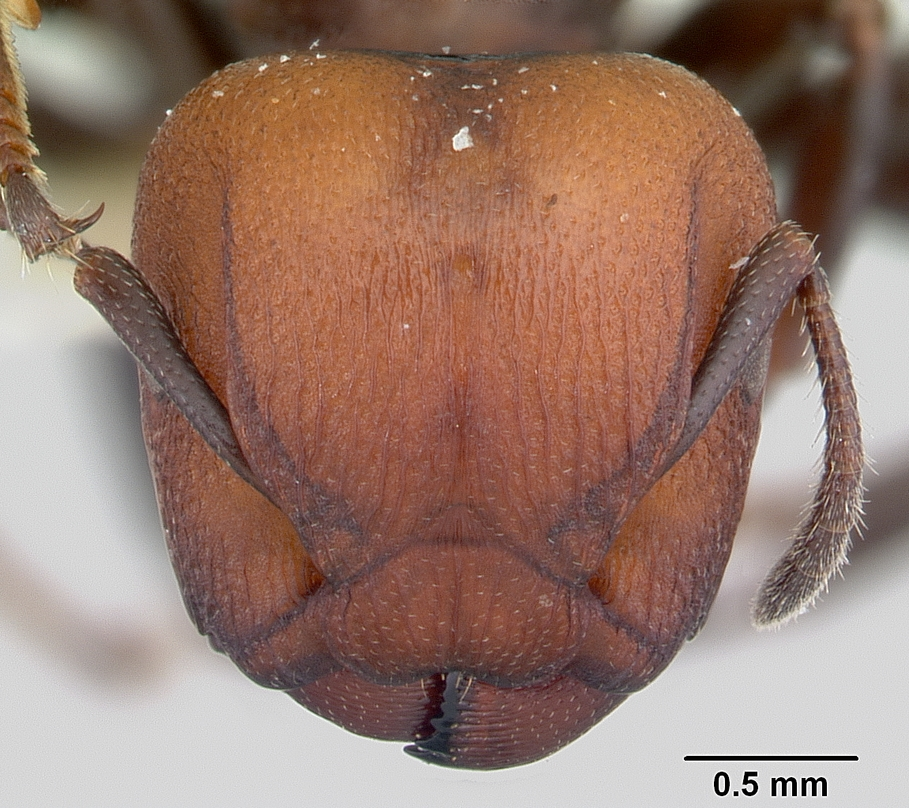
Testa

## Distribuzione e habitat
La specie è presente in vari stati africani (Benin, Camerun, Ghana, Kenya, Malawi, Mozambico, Nigeria, Repubblica Centrafricana, Repubblica Democratica del Congo, Senegal, Sierra Leone, Sudafrica, Sudan, Tanzania, Uganda, Zambia e Zimbabwe).